# Mihael Vošnjak

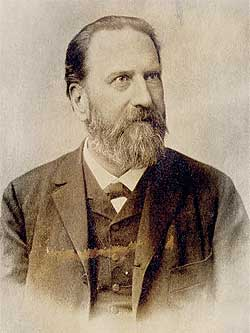
Mihael Vošnjak, um 1904

Mihael Vošnjak, auch Michael Vošnjak (* 18. September 1837 in Schönstein, Untersteiermark; † 2. Juli 1920 in Glion, Schweiz) war Ingenieur, Realitätenbesitzer und Abgeordneter zum Österreichischen Abgeordnetenhaus.

## Leben
Mihael Vošnjak war Sohn des Gerbers Michael Woschnagg (Mihael V.) († 1879). Nach dem Besuch einer Volksschule in Schönstein (1845 bis 1847) und von 1847 bis 1848 in Cilli ging er von 1848 bis 1850 an eine Realschule in Cilli und von 1850 bis 1852 in Graz. Zwischen 1852 und 1856 besuchte er das Polytechnikum Graz und danach von 1856 bis 1857 in Wien. Er begann seine Karriere 1857 im Dienst der Südbahn, zunächst als Bauingenieur in Rakek (heute Gemeinde Cerknica), danach arbeitete er 1858 am Bahnhof in Wörgl, 1859 in Nabrežina und 1862 in Steinbrück. Im Jahr 1866 war er Bahnhofsvorstand in Pragerhof (damals Gemeinde Unterpulsgau/Spodnja Polskava, heute Gemeinde Slovenska Bistrica), 1867 arbeitete er an der Generaldirektion in Wien, 1868 wurde er Bahnhofsvorstand in Mürzzuschlag und noch im gleichen Jahr in Agram. 1870 war er am Bahninspektorat in Graz tätig und er ging 1879 in den Ruhestand. 1880 übersiedelte er nach Cilli und wurde Hausbesitzer und begann sich politisch zu engagieren. Während des Ersten Weltkriegs, im Jahr 1915, übersiedelte er in die Schweiz.
Im Jahr 1881 war er Mitgründer der slowenischen deutschsprachigen Zeitung „Südsteirische Post“ in Marburg. Nach 1880 wurde er auch führender slowenischer gewerblicher Genossenschaftsfunktionär in der Südsteiermark, Mitgründer und Obmann des südsteirischen Obstbauvereins und der Spar- und Darlehenskasse in Cilli. Im Jahr 1883 war er auch Mitgründer und Obmann des Zveza slovenskih posojilnic (Verband der slowenischen Darlehenskassen - Volksbanken nach Schulze-Delitzsch) in Cilli.
Von 1884 bis 1896 war er Mitglied im steiermärkischen Landtag (VI., VII. Wahlperiode).
Er war römisch-katholisch und ab 1874 verheiratet mit Henriette Deutschmann, verwitwete Mayer, mit der er einen Sohn hatte (Bogumil Vošnjak (1882–1955)). Die Gattin brachte einen weiteren Sohn aus ihrer ersten Ehe mit. Mihael Vošnjak war der Bruder von Josip Vošnjak, der ebenfalls Abgeordneter zum Österreichischen Abgeordnetenhaus war.

## Politische Funktionen
Mihael Vošnjak war vom 22. September 1885 bis zum 22. Januar 1897 Abgeordneter des Abgeordnetenhauses im Reichsrat (VII. und VIII. Legislaturperiode) und war dort in beiden Legislaturperioden für das Kronland Steiermark, Kurie Landgemeinden 9 (Cilli, Franz, Oberburg, Tüffer, Schönstein, Rann, Drachenburg, Lichtenwald) zuständig.

## Klubmitgliedschaften
Mihael Vošnjak war ab 1885 Mitglied im Klub des rechten Zentrums und ab 1891 im slowenisch-nationalen Klub der Konservativen.